# Повітряна траса
Повітряна тра́са — диспетчерський район або його частина, що являє собою коридор в повітряному просторі, обмежений за висотою та шириною, призначений для безпечного виконання польотів повітряними суднами і забезпечений аеродромами, засобами навігації, контролю та керування повітряним рухом.

## Джерело
- Словник законодавчих термінів на сайті НАУ.